# المزاميم
المزاميم قرية سعودية، في محافظة الجموم بمنطقة مكة المكرمة. تقع في شمال مكة المكرمة بمسافة تقارب ( ) كم.

## وصلات خارجية
- السيل الصغير
- مكة المكرمة